# Juan de Badajoz el Viejo
Juan de Badajoz "el Viejo" fue un escultor renacentista español, natural de Badajoz, entallador y arquitecto, muerto en 1522. 
Se sabe que en 1498 trabajaba en León. Fue nombrado maestro mayor de la catedral de esta ciudad donde dirigió las obras de la librería, mandada construir en el lado norte del templo para albergar la gran biblioteca del ilustrado y humanista obispo Alonso de Valdivieso (de 1486 a 1500).
Además de la dirección de la dicha librería, donde todavía recurrió a reminiscencias góticas, dirigió en la misma catedral la construcción de las Puertas Nuevas de las fachadas y otros puntos del edificio. Se supo rodear de un equipo de buenos entalladores y carpinteros.
Fray Juan de Cusanza (alias Juan de León) mandó derribar la capilla mayor románica de la basílica de San Isidoro de León para construir la actual, cuyos trabajos comenzaron en 1513 a cargo de Juan de Badajoz.
A su muerte le sucedió su hijo, Juan de Badajoz "el Mozo", en muchas de las obras que tenía encargadas.